# 土気駅

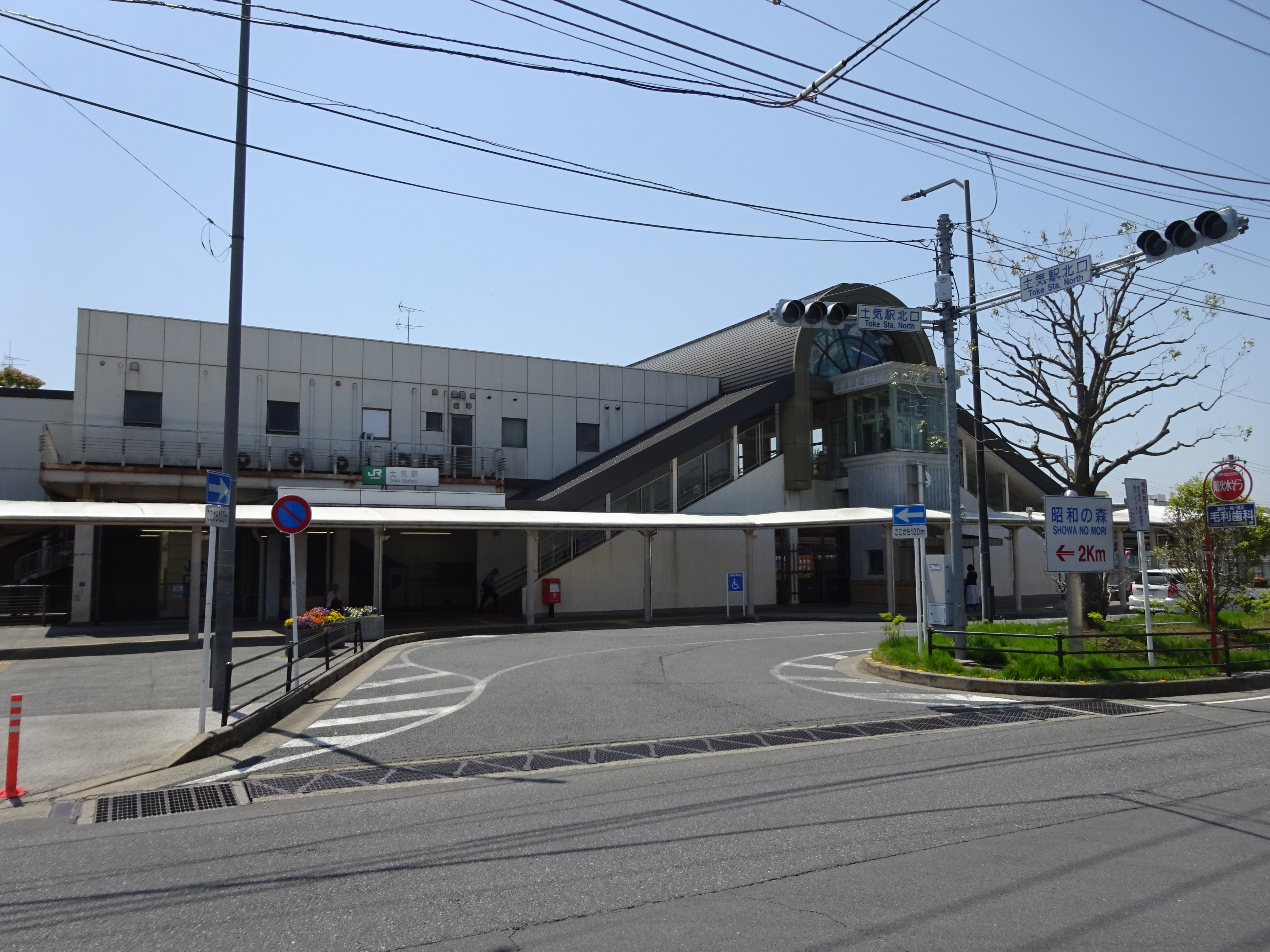
北口（2018年4月）

土気駅（とけえき）は、千葉県千葉市緑区土気町にある、東日本旅客鉄道（JR東日本）外房線の駅である。

## 歴史
外房線内の駅で標高が最も高い79.4mに位置する。
- 1896年（明治29年）11月1日：房総鉄道の駅として野田（現・誉田）- 大網間に開設[2]。旅客・貨物取扱開始[3]。
- 1907年（明治40年）9月1日：房総鉄道が買収され、帝国鉄道庁の駅となる[1]。
- 1962年（昭和37年）10月1日：貨物取扱廃止[3]。
- 1979年（昭和54年）1月：国鉄と南口開設及び快速停車へ向けて協議を行う。
- 1982年（昭和57年）7月：橋上駅舎化及び快速停車化促進へ県議会及び市議会で採択される。
- 1984年（昭和59年）12月：橋上駅舎化及び南北自由通路起工式を行う。
- 1986年（昭和61年）8月28日：新駅舎竣工及び南口開設[4]。
- 1987年（昭和62年）
  - 4月1日：国鉄分割民営化に伴い、東日本旅客鉄道（JR東日本）の駅となる[1]。
  - 9月：一部下り快速が停車するようになる。
- 1995年（平成7年）8月19日：自動改札機を設置し、供用開始[5]。
- 1999年（平成11年）12月4日：通勤快速停車により全快速列車が停車するようになる。
- 2001年（平成13年）11月18日：ICカード「Suica」の利用が可能となる[広報 1]。
- 2002年（平成14年）
  - 9月30日：「わかしお」25号と「おはようわかしお」2号が停車。特急停車駅となる。
  - 11月21日：発車メロディと詳細型自動放送を導入。
- 2010年（平成22年）2月18日：改札とホームにLED式発車標を設置。
- 2013年（平成25年）2月4日：この日限りでみどりの窓口の営業が終了[6]。
- 2014年（平成26年）4月1日：業務委託駅化[6]。

### 駅名の由来
駅名は周辺の地名に由来する。土気の読みの由来は、大網からの長い峠を取って「とけ」となったという説もあるが、真偽は定かではない。周辺は南関東ガス田と呼ばれる水溶性ガス田の範囲内であり、古来天然ガスが湧出する気配を示す土地は「土気」と呼ばれ、これが地名由来と考えられている。

## 駅構造
島式ホーム1面2線を有する地上駅で、橋上駅舎を有する。かつて非電化単線だった頃は単式ホーム1面1線と島式ホーム1面2線であったが、電化および複線時に相対式ホーム2面2線となった。さらに橋上駅舎化に際して現在の配置となる。橋上駅舎ではあるが、南口側は地表面レベルに出入口がある。北口の道路へ出るには階段かエレベーターを経由する。この他、エレベーターはコンコース - ホーム間に設置されている。また、ホーム大網方の階段に上りエスカレーターが設置されている。
茂原統括センター（蘇我駅）管理の業務委託駅（JR東日本ステーションサービス受託）であり、自動改札機・指定席券売機が設置されている。みどりの窓口は2013年2月4日限りで営業を終了した。鎌取駅委託化前は同駅の被管理駅であった。

### のりば
| 番線 | 路線    | 方向 | 行先                 |
| ---- | ------- | ---- | -------------------- |
| 1    | ■外房線 | 下り | 大網・東金・勝浦方面 |
| 2    | ■外房線 | 上り | 千葉・東京方面       |

（出典：JR東日本:駅構内図）

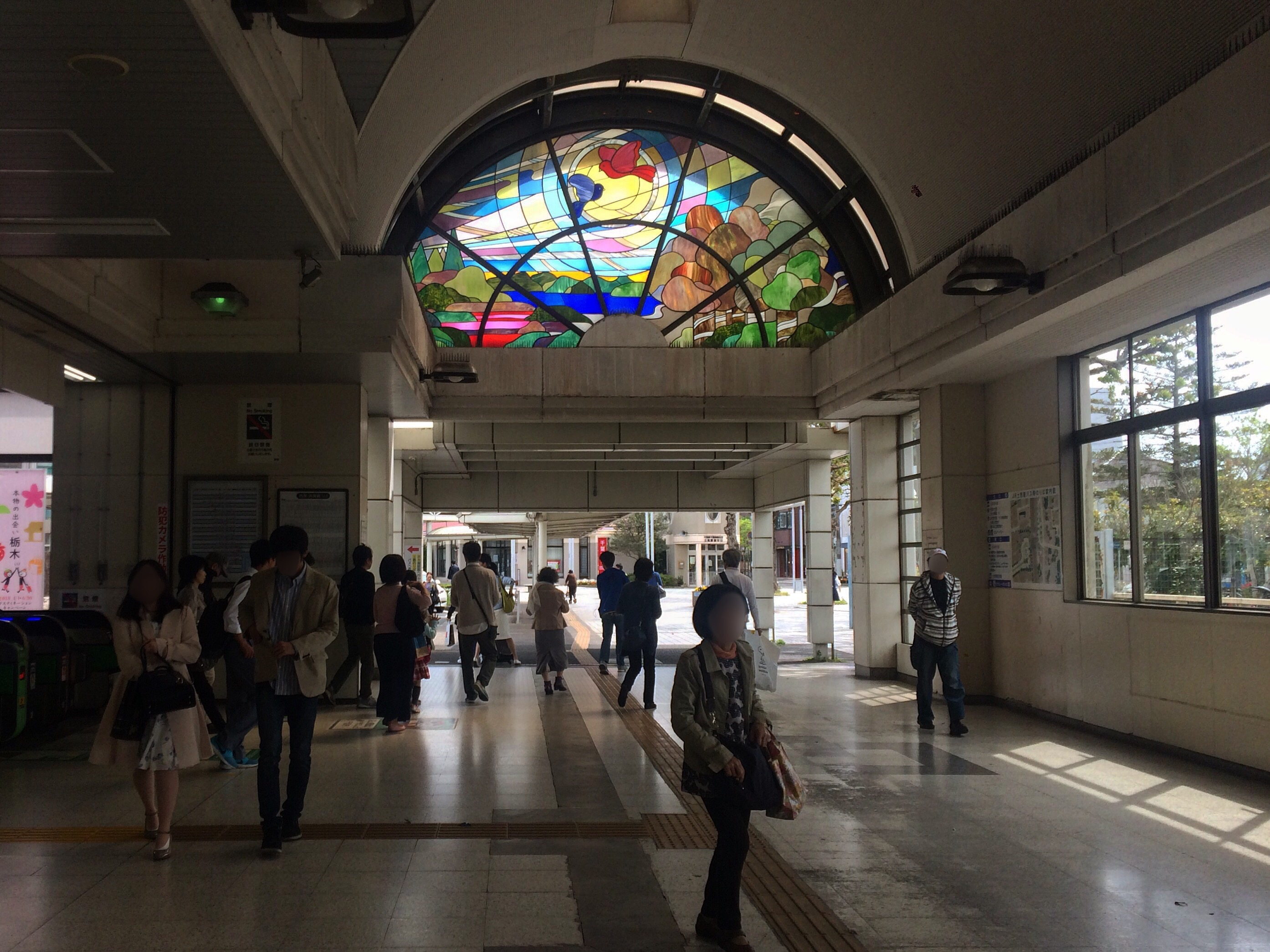
自由通路（2017年5月）
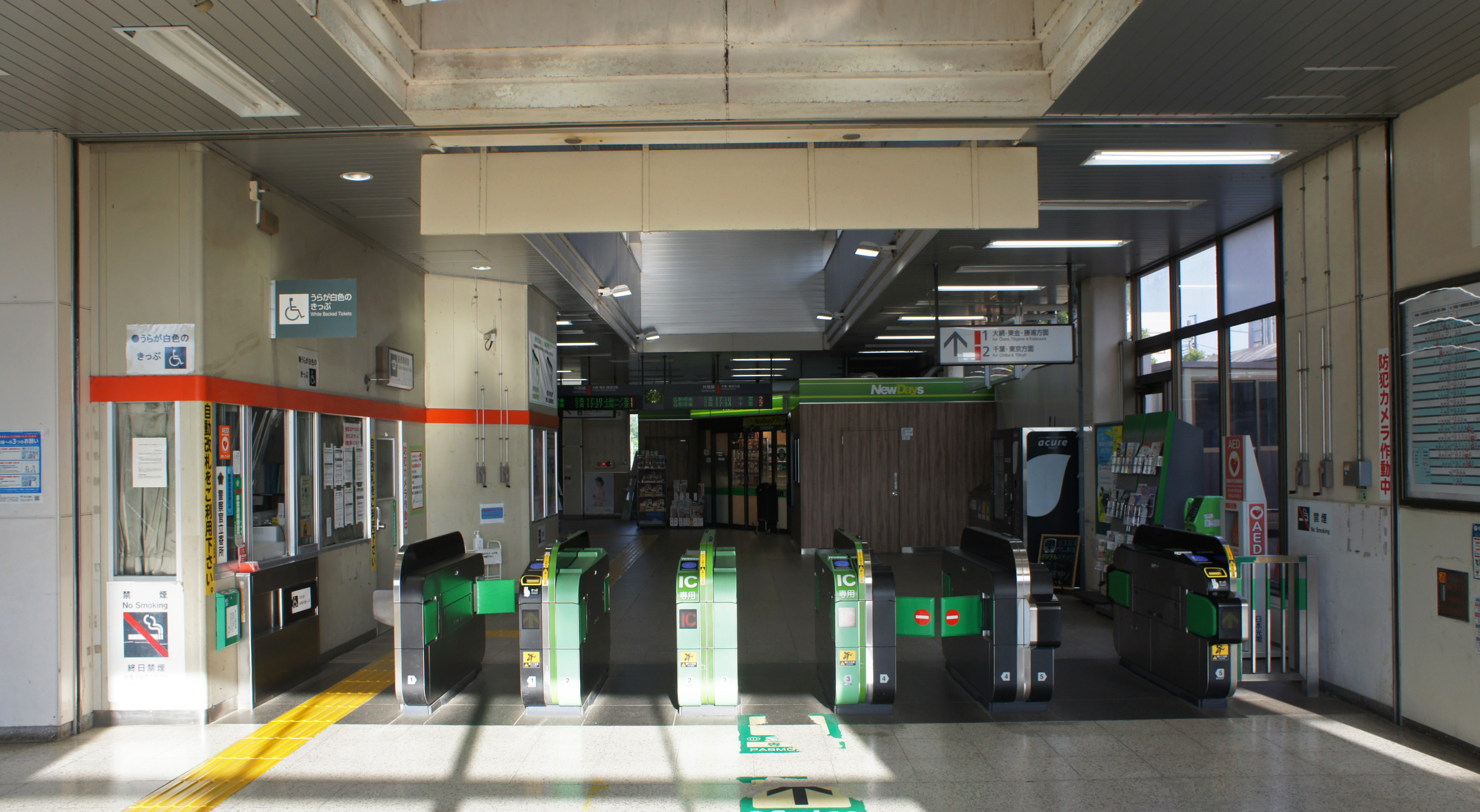
改札口（2021年5月）
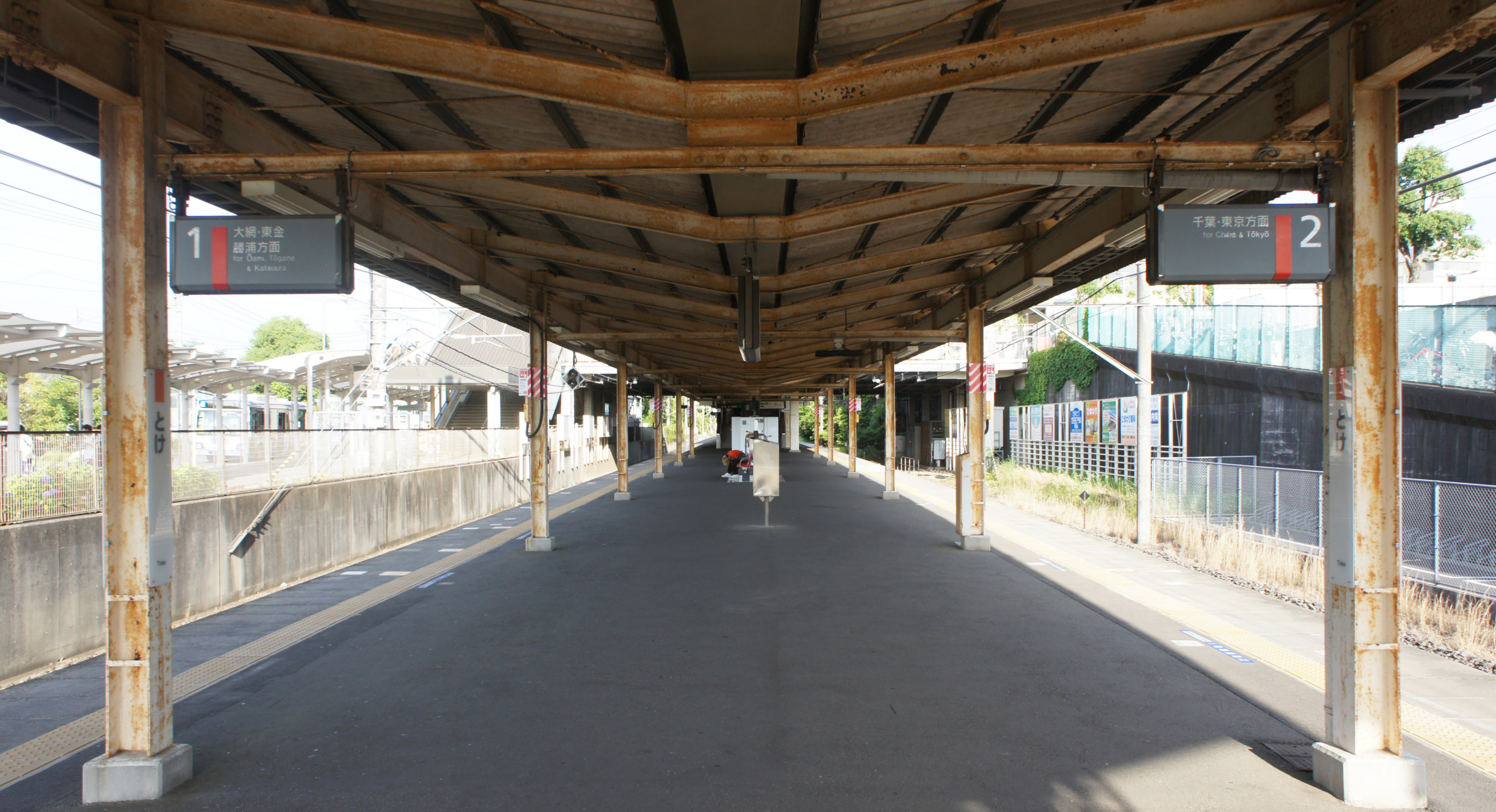
駅ホーム（2021年5月）

## 利用状況
2023年度（令和5年度）の1日平均乗車人員は10,937人である。外房線内では千葉駅・蘇我駅・鎌取駅に次いで4番目に多い。
JR東日本および千葉県統計年鑑によると、1990年度（平成2年度）以降の1日平均乗車人員の推移は以下の通り。
| 年度               | 1日平均 乗車人員 | 出典     |
| ------------------ | ---------------- | -------- |
| 1990年（平成02年） | 7,174            | [ * 1 ]  |
| 1991年（平成03年） | 7,995            | [ * 2 ]  |
| 1992年（平成04年） | 8,789            | [ * 3 ]  |
| 1993年（平成05年） | 9,746            | [ * 4 ]  |
| 1994年（平成06年） | 10,535           | [ * 5 ]  |
| 1995年（平成07年） | 11,119           | [ * 6 ]  |
| 1996年（平成08年） | 11,527           | [ * 7 ]  |
| 1997年（平成09年） | 11,685           | [ * 8 ]  |
| 1998年（平成10年） | 12,039           | [ * 9 ]  |
| 1999年（平成11年） | 12,367           | [ * 10 ] |
| 2000年（平成12年） | 12,642           | [ * 11 ] |
| 2001年（平成13年） | 12,760           | [ * 12 ] |
| 2002年（平成14年） | 12,853           | [ * 13 ] |
| 2003年（平成15年） | 12,951           | [ * 14 ] |
| 2004年（平成16年） | 13,056           | [ * 15 ] |
| 2005年（平成17年） | 13,326           | [ * 16 ] |
| 2006年（平成18年） | 13,502           | [ * 17 ] |
| 2007年（平成19年） | 13,788           | [ * 18 ] |
| 2008年（平成20年） | 13,896           | [ * 19 ] |
| 2009年（平成21年） | 13,861           | [ * 20 ] |
| 2010年（平成22年） | 13,913           | [ * 21 ] |
| 2011年（平成23年） | 13,847           | [ * 22 ] |
| 2012年（平成24年） | 13,765           | [ * 23 ] |
| 2013年（平成25年） | 13,856           | [ * 24 ] |
| 2014年（平成26年） | 13,495           | [ * 25 ] |
| 2015年（平成27年） | 13,658           | [ * 26 ] |
| 2016年（平成28年） | 13,553           | [ * 27 ] |
| 2017年（平成29年） | 13,390           | [ * 28 ] |
| 2018年（平成30年） | 13,335           | [ * 29 ] |
| 2019年（令和元年） | 13,078           | [ * 30 ] |
| 2020年（令和02年） | 9,979            |          |
| 2021年（令和03年） | 10,240           |          |
| 2022年（令和04年） | 10,706           |          |
| 2023年（令和05年） | 10,937           |          |

## 駅周辺

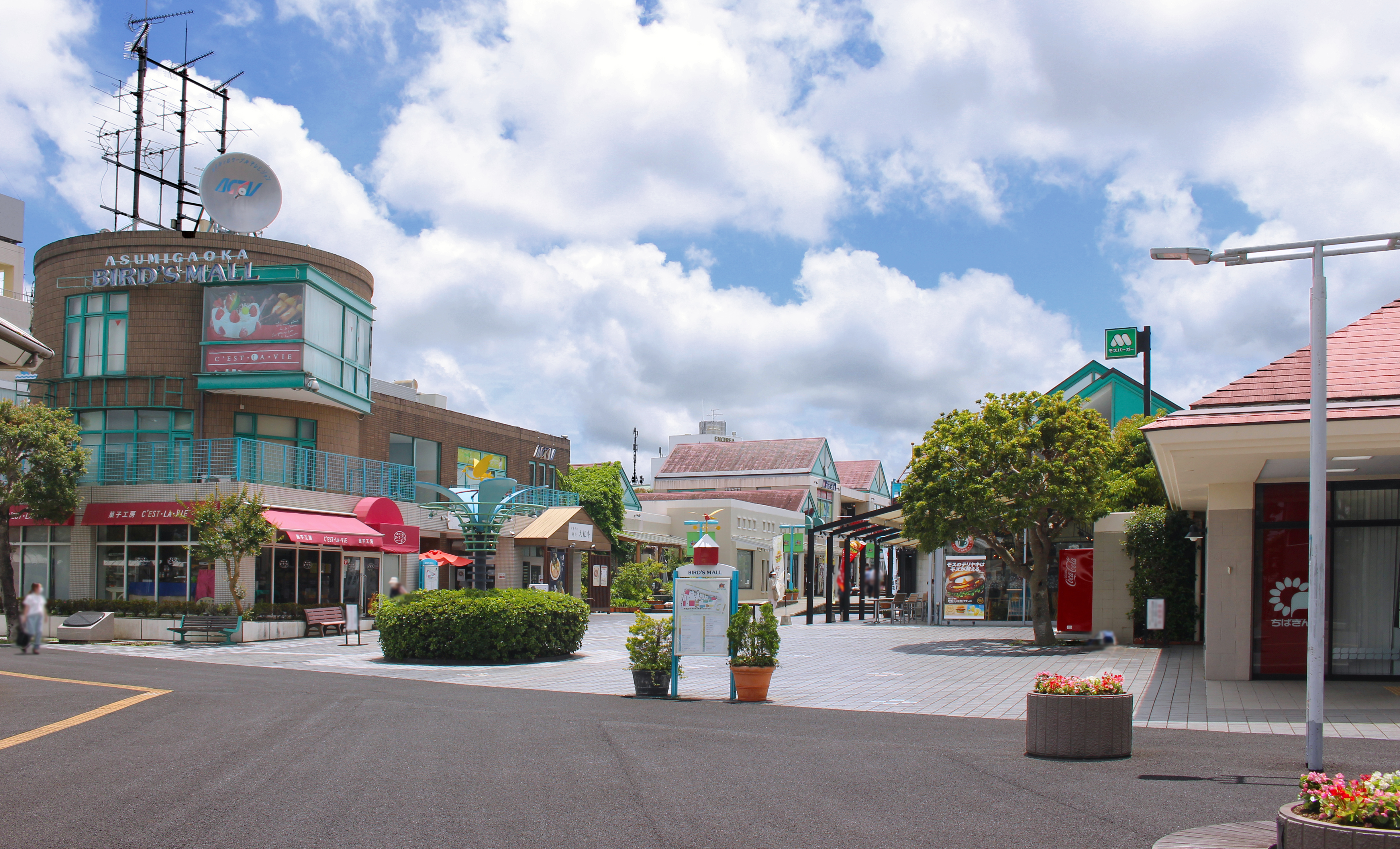
南口駅前 あすみが丘バーズモール

駅南口には高級住宅街「ワンハンドレッドヒルズ」で有名なあすみが丘ニュータウンが広がる。あすみが丘周辺は豊かな森林に囲まれ、千葉県内最大の森林公園である千葉市昭和の森公園にも隣接する。
駅北口を出るとすぐに千葉県道20号千葉大網線（大網街道）である。

### 北口
- 千葉市立土気小学校
- 千葉市立土気中学校
- 千葉市土気市民センター
  - 千葉市緑図書館土気図書室
- 土気公民館

### 南口
- あすみが丘
  - あすみが丘バーズモール
  - 土気駅前郵便局
  - 土気郵便局
  - 千葉あすみが丘郵便局
  - 千葉市土気あすみが丘プラザ
    - 千葉市緑図書館あすみが丘分館

  - あすみが丘ブランニューモール
  - 創造の杜公園
  - 千葉県立土気高等学校
  - 千葉市立土気南小学校
  - 千葉市立土気南中学校
  - 千葉市立大椎小学校
  - 千葉市立大椎中学校
  - 千葉市立あすみが丘小学校
  - 土気ステーションホテル
  - セブン-イレブン 千葉土気駅前店

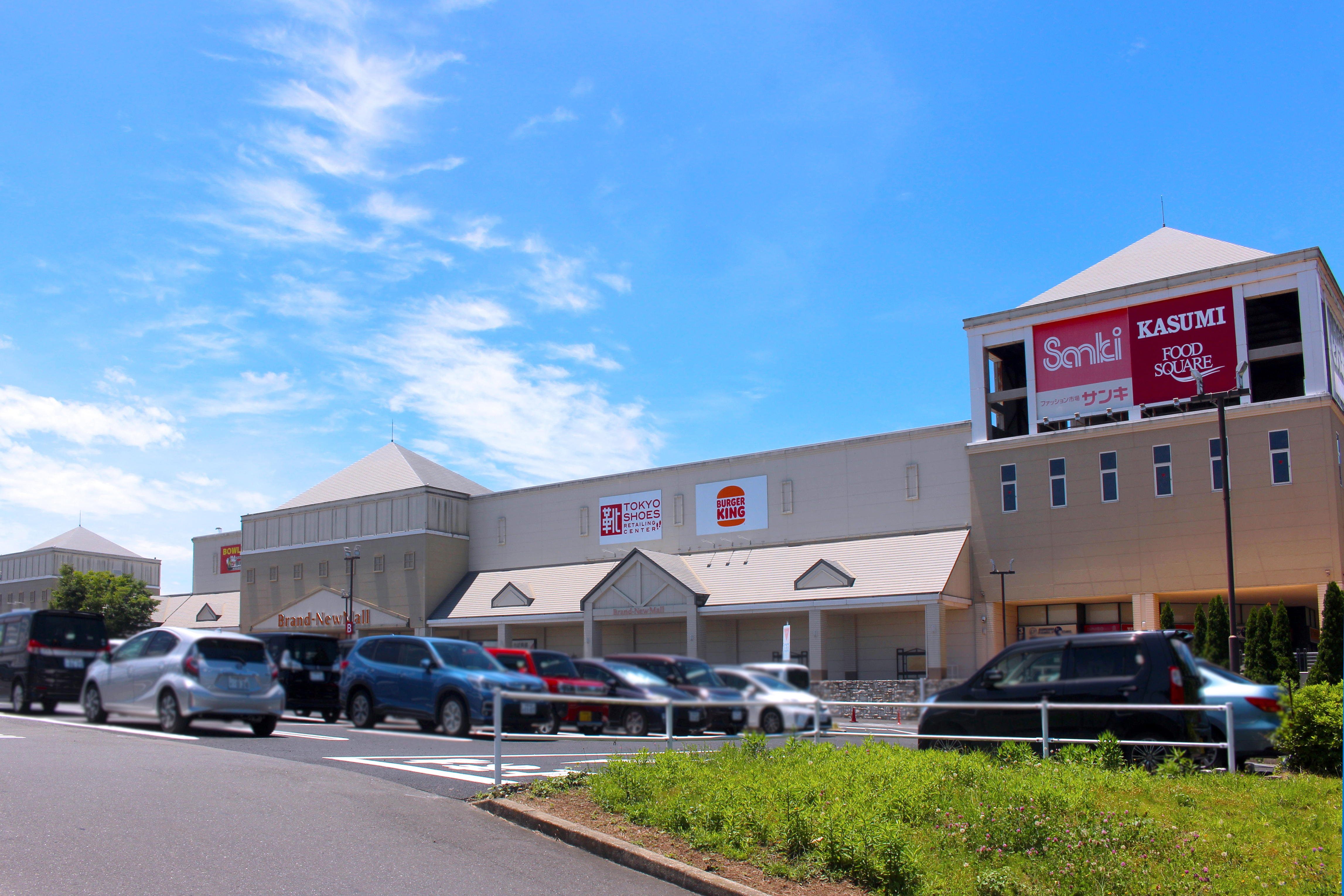
あすみが丘ブランニューモール

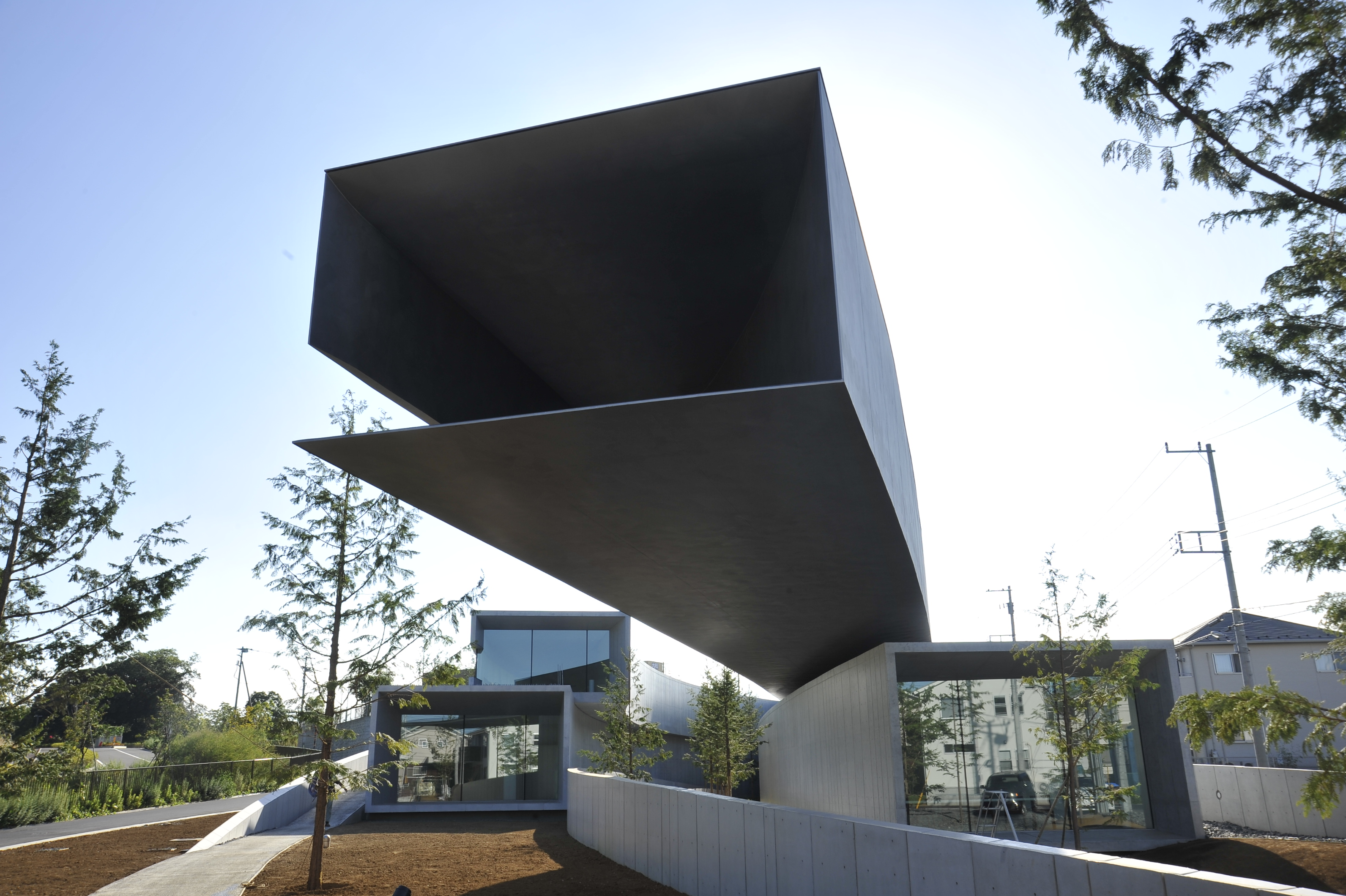
ホキ美術館

  - ディスカウントストアトライアルあすみが丘店
  - せんどう 土気店
- あすみが丘東
  - 千葉市昭和の森公園
  - ホキ美術館
- 千葉土気緑の森工業団地

## バス路線
特記以外は京成バス千葉イーストによって運行されている。

### 北口
1番のりば
- 大網駅行
- 誉田駅行

2番のりば
- 鎌取駅行
- 誉田駅行
- ヤマナカ前行
- 工業団地東行
- 大椎台団地行

### 南口
1番のりば
- あすみが丘南（大椎町南）行

2番のりば
- あすみが丘南（大椎町南）行
- 高速バス：羽田空港行  ※東京空港交通共同運行

3番のりば
- あすみが丘ブランニューモール行

## 隣の駅
東日本旅客鉄道（JR東日本）
■外房線
- 特急「わかしお」一部停車駅

■快速（京葉線経由）・■快速（総武線経由）・■普通（各駅停車）
誉田駅 - 土気駅 - 大網駅

### 記事本文

##### 広報資料・プレスリリースなど一次資料
1. ↑  “Suicaご利用可能エリアマップ（2001年11月18日当初）” (PDF).   東日本旅客鉄道. 2019年7月27日時点のオリジナルよりアーカイブ。2020年4月30日閲覧。

### 利用状況
1. ↑  千葉県統計年鑑 - 千葉県
2. ↑  千葉市統計書 - 千葉市

JR東日本の2000年度以降の乗車人員
1. 1 2  各駅の乗車人員（2023年度） - JR東日本
2. ↑  各駅の乗車人員（2000年度） - JR東日本
3. ↑  各駅の乗車人員（2001年度） - JR東日本
4. ↑  各駅の乗車人員（2002年度） - JR東日本
5. ↑  各駅の乗車人員（2003年度） - JR東日本
6. ↑  各駅の乗車人員（2004年度） - JR東日本
7. ↑  各駅の乗車人員（2005年度） - JR東日本
8. ↑  各駅の乗車人員（2006年度） - JR東日本
9. ↑  各駅の乗車人員（2007年度） - JR東日本
10. ↑  各駅の乗車人員（2008年度） - JR東日本
11. ↑  各駅の乗車人員（2009年度） - JR東日本
12. ↑  各駅の乗車人員（2010年度） - JR東日本
13. ↑  各駅の乗車人員（2011年度） - JR東日本
14. ↑  各駅の乗車人員（2012年度） - JR東日本
15. ↑  各駅の乗車人員（2013年度） - JR東日本
16. ↑  各駅の乗車人員（2014年度） - JR東日本
17. ↑  各駅の乗車人員（2015年度） - JR東日本
18. ↑  各駅の乗車人員（2016年度） - JR東日本
19. ↑  各駅の乗車人員（2017年度） - JR東日本
20. ↑  各駅の乗車人員（2018年度） - JR東日本
21. ↑  各駅の乗車人員（2019年度） - JR東日本
22. ↑  各駅の乗車人員（2020年度） - JR東日本
23. ↑  各駅の乗車人員（2021年度） - JR東日本
24. ↑  各駅の乗車人員（2022年度） - JR東日本

千葉県統計年鑑
1. ↑  千葉県統計年鑑（平成3年）
2. ↑  千葉県統計年鑑（平成4年）
3. ↑  千葉県統計年鑑（平成5年）
4. ↑  千葉県統計年鑑（平成6年）
5. ↑  千葉県統計年鑑（平成7年）
6. ↑  千葉県統計年鑑（平成8年）
7. ↑  千葉県統計年鑑（平成9年）
8. ↑  千葉県統計年鑑（平成10年）
9. ↑  千葉県統計年鑑（平成11年）
10. ↑  千葉県統計年鑑（平成12年）
11. ↑  千葉県統計年鑑（平成13年）
12. ↑  千葉県統計年鑑（平成14年）
13. ↑  千葉県統計年鑑（平成15年）
14. ↑  千葉県統計年鑑（平成16年）
15. ↑  千葉県統計年鑑（平成17年）
16. ↑  千葉県統計年鑑（平成18年）
17. ↑  千葉県統計年鑑（平成19年）
18. ↑  千葉県統計年鑑（平成20年）
19. ↑  千葉県統計年鑑（平成21年）
20. ↑  千葉県統計年鑑（平成22年）
21. ↑  千葉県統計年鑑（平成23年）
22. ↑  千葉県統計年鑑（平成24年）
23. ↑  千葉県統計年鑑（平成25年）
24. ↑  千葉県統計年鑑（平成26年）
25. ↑  千葉県統計年鑑（平成27年）
26. ↑  千葉県統計年鑑（平成28年）
27. ↑  千葉県統計年鑑（平成29年）
28. ↑  千葉県統計年鑑（平成30年）
29. ↑  千葉県統計年鑑（令和元年）
30. ↑  千葉県統計年鑑（令和2年）